# Спасо-хаус
Спа́со-ха́ус (англ. Spaso House, от сокращения названия Спасопесковской площади), или особня́к Вто́рова, — исторический особняк в центре Москвы, с конца 1933 года арендуется правительством США как резиденция посла США в СССР или России. Памятник неоклассической архитектуры предреволюционного времени, расположен по адресу: Спасопесковский переулок, 10.

## История
Построен в 1913—1915 годах по заказу Н. А. Второва, крупнейшего предпринимателя России, по проекту В. Д. Адамовича и В. М. Маята на месте бывшей усадьбы Лобановых-Ростовских. Непосредственно рядом с домом Второва находятся памятники московского ампира — дома А. Г. Щепочкиной и Н. А. Львова.
Вероятно, образцом для Адамовича и Маята послужил петербургский особняк Половцова на Каменном острове, построенный в 1911—1913 годах И. А. Фоминым, а также особняк Гагариных на Новинском бульваре работы О. И. Бове (уничтожен авиабомбой в 1941 году). Существенные отличия второвского особняка — в замене центрального портала на полуротонду с ионическими колоннами, поддерживающими балкон. Размеры палладианского полуциркульного окна точно повторяют размеры окна особняка Гагарина, но здесь оно приподнято относительно классических образцов на высоту балюстрады. Внутри особняк спланирован по канонам классической симметрии.
В 1918—1933 годах в особняке размещались учреждения и квартиры, в том числе жил народный комиссар иностранных дел Георгий Чичерин, позже — его заместитель.
С 1933 года особняк арендуется для целей размещения резиденции посла США в Москве. Первым американским послом, поселившимся в особняке, стал Уильям Буллит. В эти же годы со стороны главного входа в сад к особняку был пристроен большой зал для приёмов и танцев. Именно здесь на одном из первых музыкальных вечеров своей оперой «Любовь к трём апельсинам» дирижировал Сергей Прокофьев, неоднократно выступали всемирно известные музыканты и певцы, выставлялись работы выдающихся американских художников.
23—24 апреля 1935 года по инициативе Уильяма Буллита в Спасо-хаусе был устроен Фестиваль весны — торжественный приём, на который были приглашены крупные советские государственные деятели, военачальники и деятели культуры. Невиданная роскошь и изощрённость развлечений (живые звери и птицы, изобилие цветов, сразу два оркестра на разных этажах) произвела сильное впечатление на гостей. В литературоведении существует точка зрения, в соответствии с которой под впечатлением от Фестиваля весны советский писатель Михаил Булгаков создал новый вариант 23-й главы романа «Мастер и Маргарита», над которым он тогда работал, получивший известность под названием «Великий Бал у Сатаны». Многие гости фестиваля спустя короткое время погибли в результате сталинских репрессий.

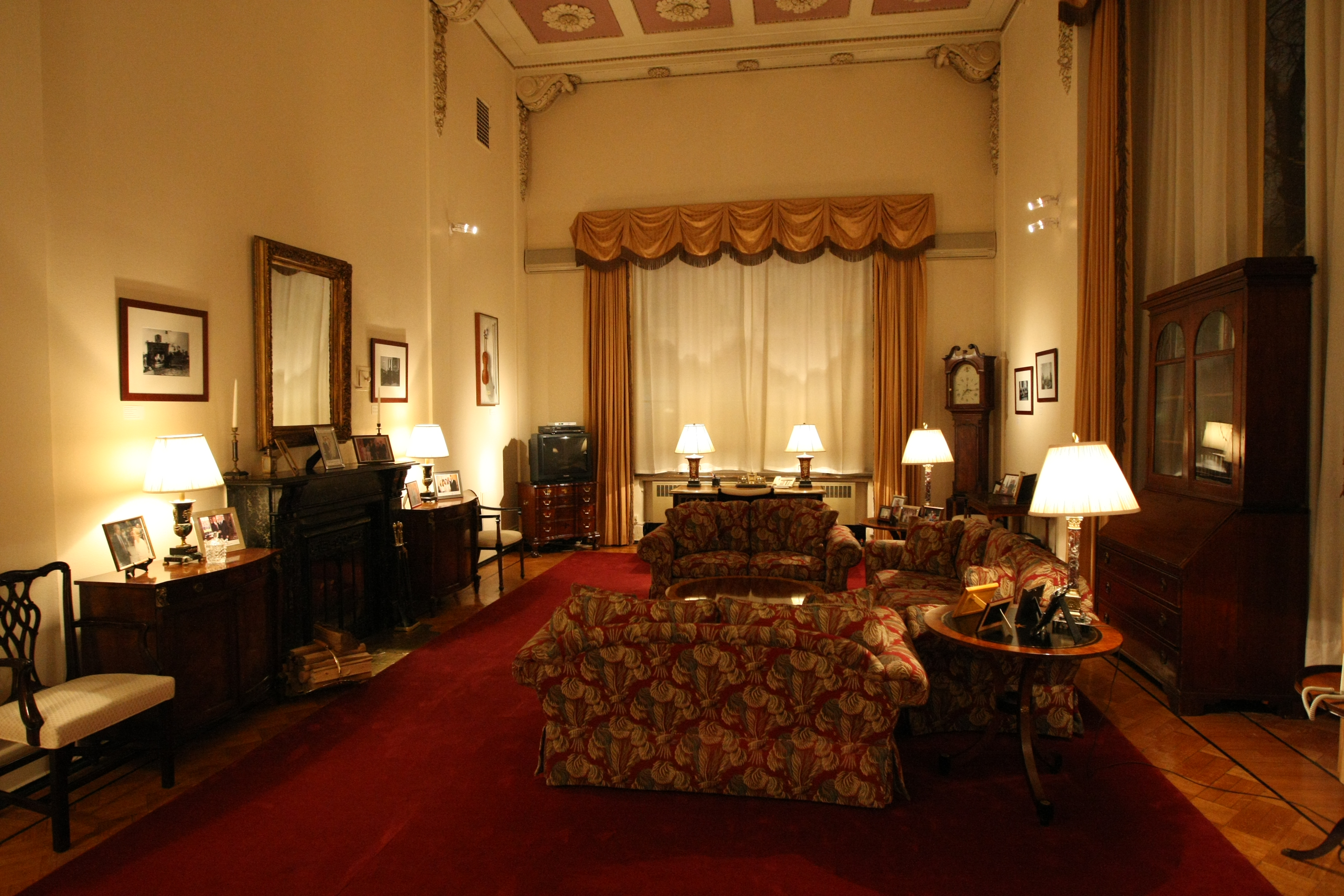
Библиотека

Здесь жили во время государственных визитов Эйзенхауэр, Никсон, Рейган. На приёме в 1976 году в честь двухсотлетия Декларации независимости США дом вместил 3001 гостя.

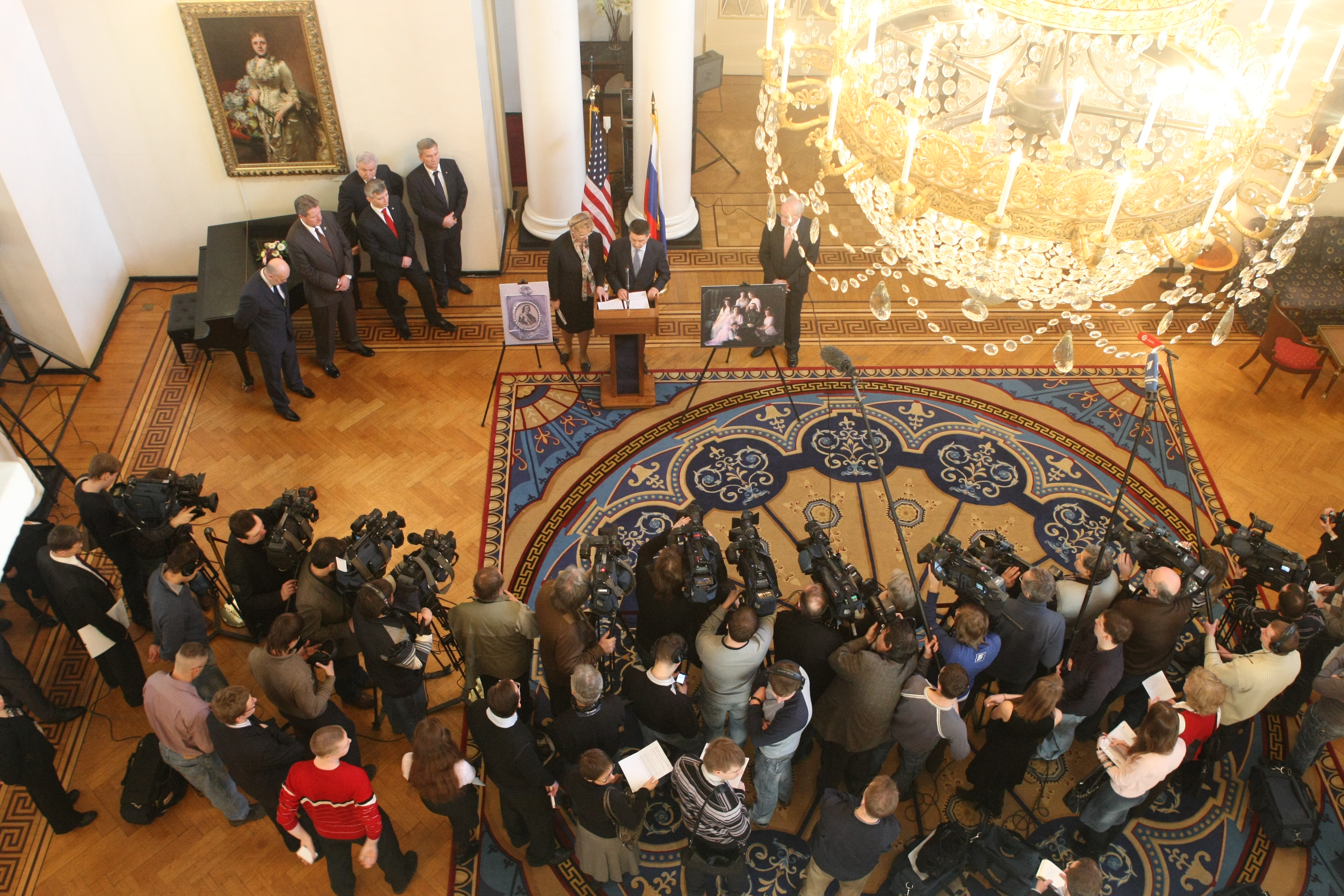
Интерьеры, 2010

В 1990-е годы здание стало предметом долгого спора между МИД России и Госдепартаментом США в связи с условиями аренды по договору 1985 года, который предусматривал годовую арендную плату в размере 72 500 инвалютных рублей (тогда 90 000 долларов США), что в 2001 году составляло всего 3 доллара США. В 2004 году стороны заключили новый договор аренды на 49 лет; сумма арендной платы не раскрывалась.